# Rentrer en Soi
Rentrer en Soi (リエントール アン ソイ, rentooru an soi) var ett Japanskt visual kei-band, aktivt mellan år 2001 och 2008. Sångaren Satsuki har efter splittringen startat ett soloprojekt. Trummisen Mika startade även han ett nytt musikprojekt "forbidden days rhapsody".
Takumi och Mika är numera aktiva medlemmar i bandet Sukekiyo
Bandmedlemmar:
- Satsuki (砂月) - sång
- Takumi (匠) - gitarr
- Shun (瞬) - gitarr
- Ryo (遼) - bas
- Mika (未架) - trummor

Före detta medlemmar: 
- Ao (蒼) – gitarr